# 巴西矛麗魚
巴西矛麗魚（學名：Crenicichla brasiliensis）為輻鰭魚綱鱸形目隆頭魚亞目慈鯛科的其中一種，分布於南美洲巴西塞阿拉州、帕拉伊巴州、北里奧格蘭德州和伯南布哥州的淡水流域，體長可達7.8公分，棲息在河川底中層水域，生活習性不明。

## 擴展閱讀
維基物種上的相關：巴西矛麗魚